# Наталія Ужвій (фільм)
«Наталія Ужвій» (фільм) — короткометражний документальний фільм українського режисера Сергія Параджанова про видатну українську акторку Наталію Ужвій. Сценарій фільму написав Сергій Параджанов. Оператор — Валентина Тишковець, художник-постановник — Мойсей Гантман. Фільм створено в 1957 році на Київській кіностудії імені О. П. Довженка. Прем'єра в Україні відбулася 1 квітня 1957 року, в світі — 27 серпня 1959 року. Хронометраж фільму — 40 хвилин.

## Зміст
Документальний кінопортрет актриси, до кінострічки увійшли фрагменти з фільмів, в яких знімалася акторка. Фільм розповість про життя Наталії Ужвій, особливості її характеру, творчий шлях. Сама Наталія Ужвій також знялася у цьому фільмі. Фактично, глядач чує сповідь великої актриси, дізнається про її власний погляд на деякі з її ролей.